# トレイ・ターナー
トレイ・バンス・ターナー（Trea Vance Turner, 1993年6月30日 - ）は、アメリカ合衆国フロリダ州パームビーチ郡レイクワース出身のプロ野球選手（内野手）。右投右打。MLBのフィラデルフィア・フィリーズ所属。愛称はトリプルT。
MLB史上最多タイとなる3度のサイクル安打を達成している。

## 経歴

### プロ入り前
2011年のMLBドラフト20巡目（全体602位）でピッツバーグ・パイレーツから指名されたが、この時は入団せずにノースカロライナ州立大学へ進学した。この時のチームメイトにカルロス・ロドンがいる。
2013年には第39回日米大学野球選手権大会のメンバーとして来日している。

### プロ入りとパドレス傘下時代
2014年のMLBドラフト1巡目（全体13位）でサンディエゴ・パドレスから指名され、プロ入り。この年は傘下のA-級ユージーン・エメラルズでプロデビューの後、A級フォートウェイン・ティンキャップスでプレーし、2球団合計で69試合に出場して打率.323、5本塁打、24打点、23盗塁の成績を残した。
2014年12月19日にワシントン・ナショナルズ、タンパベイ・レイズ間との三角トレードで、ナショナルズへの移籍が決定した。ただし、その年にドラフト指名を受けてプロ入りした選手は1年間移籍禁止という規約があるため、トレード時点では「後日発表選手」という扱いで、2015年シーズンはまず招待選手としてパドレスのキャンプに参加し、移籍制限が解除となる6月まで傘下のAA級サンアントニオ・ミッションズでプレーした。ドラフトから1年間の移籍禁止ルールはピート・インカビリアのドラフト指名直後の移籍を受けて制定されたものであったが、ターナーの移籍の件を受けて「ドラフトで指名されたシーズンのワールドシリーズ終了まで」に移籍禁止期間が短縮されている。また、移籍制限にかかる選手を後日発表選手として予約することは禁止された。

### ナショナルズ時代
2015年6月14日に正式にナショナルズへ移籍した。ナショナルズ傘下ではAA級ハリスバーグ・セネターズで10試合に出場後AAA級シラキュース・チーフスに昇格した。また、オールスター・フューチャーズゲームにも選出された。8月21日にメジャー初昇格を果たし、同日のミルウォーキー・ブルワーズ戦でメジャーデビュー。9月3日のアトランタ・ブレーブス戦でメジャー初安打を放った。この年メジャーでは27試合に出場して打率.225、1本塁打、1打点、2盗塁の成績を残した。

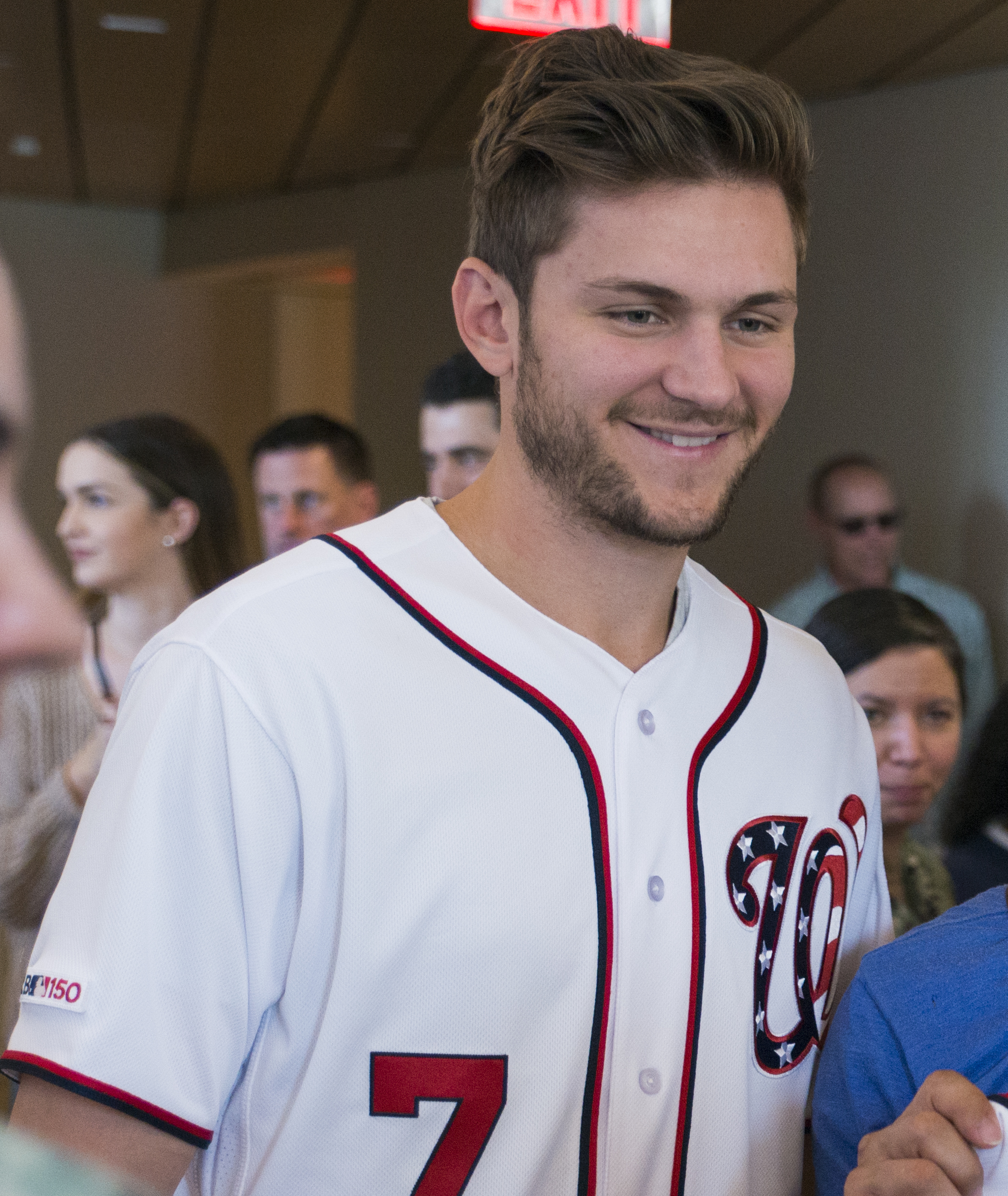
2019年4月29日

2016年はキャンプで遊撃手のポジションをダニー・エスピノーサ、スティーブン・ドリューと争ったが、開幕はAAA級シラキュースで迎えた。6月の昇格後は遊撃手のエスピノーサが結果を残す一方で中堅手のベン・リビア、マイケル・A・テイラーが打撃不振であったため二塁手に加え前年までのマイナーリーグでも経験のなかった中堅手としても起用され、73試合に出場。打率.342、13本塁打、40打点、OPS.937というトップレベルの成績を記録。また、レギュラーシーズンの半分以下の出場試合数ながら、リーグ6位タイとなる33盗塁を決めた。これらの活躍ぶりが評価され、新人王の投票ではコーリー・シーガーに次ぐ2位にランクインした。自身初めてのプレーオフでも、5試合で打率.318、1打点、2盗塁と結果を残したが、チームはナショナルリーグディビジョンシリーズ（NLDS）で敗退した。
2017年はエスピノーサがトレードで移籍、ターナーが本来の守備位置である遊撃手として起用された。4月25日のコロラド・ロッキーズ戦で自身初のサイクル安打を達成した。前身のエクスポズも含めて球団史上9人目の達成で、23歳300日での達成はMLB史上24番目に若かった。また、この試合ではチームの15点のうち、7打点を記録した。6月29日のシカゴ・カブス戦でペドロ・ストロップの投球を右手首に受けて骨折し、長期離脱となった。8月29日に復帰し、ポストシーズンにも出場したが、打率.143、1盗塁と結果を残せず、チームもNLDSで敗退した。
2018年は正遊撃手として定着し、全162試合に出場した。7月5日のマイアミ・マーリンズ戦では自身初の満塁本塁打を放つなど8打点と活躍し、チームの9点差逆転勝利に貢献した。7月8日、オールスターの最後の1人を選ぶオールスターゲーム最終投票の候補になった。しかし、7月23日のアトランタ・ブレーブス戦では打席で怠慢な行動をとり、翌日の試合ではベンチスタートになった。また、過去に人種差別的や同性愛者差別的なツイートをしていたことが発覚し、謝罪の声明を出すということもあった。最終的に全162試合に出場し打率.271、19本塁打、73打点という成績を記録した。また43盗塁でナ・リーグの盗塁王のタイトルを獲得した。
2019年は、4月2日のフィラデルフィア・フィリーズ戦でバントを試みた際に右手の人差し指を骨折し、1ヶ月以上離脱した。7月23日のコロラド・ロッキーズ戦で自身2度目のサイクル安打を達成した。同一球団を相手に2度記録したのは、フレッド・クラークとクリスチャン・イエリッチに続いて史上3人目。複数回の達成はMLB通算で26人目となった。最終的に122試合の出場で打率.298、19本塁打、57打点、35盗塁（リーグ2位）だった。ポストシーズンのワイルドカードゲームではPS自身初本塁打を放ち、チームも勝利。ワールドシリーズ第1戦では武器である脚で盗塁も記録し、球団史上初のワールドシリーズ制覇に貢献した。
2020年はCOVID-19の影響で60試合の短縮シーズンとなる中、打率.335（リーグ4位）、12本塁打、41打点、12盗塁（同2位）を記録し、安打数（78）と三塁打数（4）はリーグトップだった。
2021年は、28歳の誕生日である6月30日のタンパベイ・レイズ戦で自身3度目のサイクル安打を達成した。キャリア通算3回は史上最多タイにして史上4人目の記録であり、誕生日のサイクル安打は史上初である。前半戦を打率.318、10本塁打の好成績で折り返し、選手間投票で控え野手として自身初となるオールスターゲームに選出された。試合では、7回表にジャイアンツのブランドン・クロフォードに変わって遊撃手の守備に入って途中出場し、オールスターゲーム初出場を果たした。

### ドジャース時代
2021年7月30日にキーバート・ルイーズ、ジョサイア・グレイ、ヘラルド・カリーヨ、ドノバン・ケイシーとのトレードで、マックス・シャーザーと共にロサンゼルス・ドジャースへ移籍した。背番号は「6」になった。ドジャースには正遊撃手としてコーリー・シーガーがいたため、移籍後は二塁手として起用された。9月12日のダイヤモンドバックス戦で通算100本塁打を達成した。148試合の出場でリーグ1位の打率.328、28本塁打、77打点、リーグ1位の32盗塁を記録し、首位打者と2度目の最多盗塁のタイトル獲得した。また、195安打はリーグ最多、28本塁打も自身最多で、チームの球団史上最多タイ106勝に貢献した。オフの11月23日に自身初となるオールMLBチームのセカンドチーム遊撃手に選出された。
2022年はシーガーの移籍に伴い、正遊撃手に戻った。前半戦は打率3割を記録してオールスターゲームに選出された。2年連続の出場だが、ファン投票1位による選出は初で、先発出場して安打も記録した。8月29日のマイアミ・マーリンズ戦で通算1000本安打を達成した。最終成績は、160試合出場で打率.298、21本塁打、100打点、27盗塁だった。20本塁打・20盗塁は、ドジャースの内野手史上3人目の記録だった。また内野手として史上5人目の20本塁打、20盗塁、35二塁打、100打点を記録している。
オフの11月6日にFAとなった。ドジャースからはクオリファイング・オファーを提示されたが、これを拒否した。また、シルバースラッガー賞を初受賞した。12月5日にはファーストチームの遊撃手として自身初、通算では2年連続2度目となるオールMLBチームに選出された。

### フィリーズ時代
2022年12月8日にフィラデルフィア・フィリーズと11年総額3億ドルの契約を結んだ。オプションとして全球団に対するトレード拒否権が含まれる。プロ入り時の古巣であるパドレスからはこれを上回る総額3億4200万ドルのオファーを受けていたが、東海岸のチームでプレーしたいという意向から断った。
2023年は前半戦は不振で結果を残せなかったが、後半戦は打率.292と復調を見せ、9月に週間MVPも獲得。最終成績を打率.266、26本塁打、76打点、30盗塁を記録した。盗塁に関しては盗塁死0を記録し、シーズンにおける盗塁死なしの盗塁数で史上最多記録を更新した。一方、守備面は守備率.960、DRS-12と急激に悪化した。ポストシーズンでは、ワイルドカードシリーズ第1戦からリーグチャンピオンシップシリーズ第4戦まで10試合連続安打を記録したが、チームはリーグチャンピオンシップシリーズで敗退した。
2024年は4月を打率.346でスタートさせるも、4月25日のシンシナティ・レッズ戦で連続盗塁記録が途切れた。一・三塁の場面で三塁走者のターナーが三本間に挟まれてタッチアウトとなり、41連続盗塁はMLB史上3位の記録であった。5月3日のジャイアンツ戦ではハムストリングスを負傷し離脱し、復帰まで7週間近くを要した。それでも前半戦を打率.349で折り返し、オールスターゲームに先発メンバーに選出された。後半戦は8月に週間MVPを獲得するも、打率.247に留まった。最終的に121試合出場で打率.295、21本塁打、62打点だった。守備面は守備率.962、DRS-14と低調が続いたが、本人は後半から改善されたと述べた。

## 代表経歴
2023年シーズン開幕前の2月10日に第5回ワールド・ベースボール・クラシック（WBC）のアメリカ合衆国代表に選出された。同大会では準々決勝のベネズエラ戦では2点ビバインドの8回に逆転満塁本塁打、準決勝のキューバ戦では2本塁打、決勝の日本戦でも先制本塁打を記録するなど、大会最多タイ記録の5本塁打を放ち、遊撃手部門でオールWBCチームに選出された。

## 選手としての特徴
MLBの中でも最も足の速い選手の1人とされ、最速は36.5 km/hにもなる。シュアな打撃も持ち味で、獲得したいタイトルは首位打者だと発言していた。2021年に念願の首位打者を達成した。

## 人物
2013年に第39回日米大学野球選手権大会のメンバーとして来日しており、その影響もあるのか好きな食べ物は寿司である。
大学時代に出会ったクリステン・ハラベディアンと2018年10月に結婚した。彼女はかつて体操選手で、高校時代には全米大会で優勝してスポーツ・イラストレイテッドに載ったことがある。

## 詳細情報

### 年度別打撃成績
| 年 度     | 球 団     | 試 合 | 打 席 | 打 数 | 得 点 | 安 打 | 二 塁 打 | 三 塁 打 | 本 塁 打 | 塁 打 | 打 点 | 盗 塁 | 盗 塁 死 | 犠 打 | 犠 飛 | 四 球 | 敬 遠 | 死 球 | 三 振 | 併 殺 打 | 打 率 | 出 塁 率 | 長 打 率 | O P S |
| --------- | --------- | ----- | ----- | ----- | ----- | ----- | -------- | -------- | -------- | ----- | ----- | ----- | -------- | ----- | ----- | ----- | ----- | ----- | ----- | -------- | ----- | -------- | -------- | ----- |
| 2015      | WSH       | 27    | 44    | 40    | 5     | 9     | 1        | 0        | 1        | 13    | 1     | 2     | 2        | 0     | 0     | 4     | 0     | 0     | 12    | 0        | .225  | .295     | .325     | .620  |
| 2016      | WSH       | 73    | 324   | 307   | 53    | 105   | 14       | 8        | 13       | 174   | 40    | 33    | 6        | 0     | 2     | 14    | 0     | 1     | 59    | 1        | .342  | .370     | .567     | .937  |
| 2017      | WSH       | 98    | 447   | 412   | 75    | 117   | 24       | 6        | 11       | 186   | 45    | 46    | 8        | 0     | 1     | 30    | 0     | 4     | 80    | 4        | .284  | .338     | .451     | .789  |
| 2018      | WSH       | 162   | 740   | 664   | 103   | 180   | 27       | 6        | 19       | 276   | 73    | 43    | 9        | 2     | 0     | 69    | 3     | 5     | 132   | 7        | .271  | .344     | .416     | .760  |
| 2019      | WSH       | 122   | 569   | 521   | 96    | 155   | 37       | 5        | 19       | 259   | 57    | 35    | 5        | 0     | 2     | 43    | 2     | 3     | 113   | 10       | .298  | .353     | .497     | .850  |
| 2020      | WSH       | 59    | 259   | 233   | 46    | 78    | 15       | 4        | 12       | 137   | 41    | 12    | 4        | 0     | 2     | 22    | 0     | 2     | 36    | 5        | .335  | .394     | .588     | .982  |
| 2021      | WSH       | 96    | 420   | 388   | 66    | 125   | 17       | 3        | 18       | 202   | 49    | 21    | 3        | 0     | 2     | 26    | 0     | 4     | 77    | 13       | .322  | .369     | .521     | .890  |
| 2021      | LAD       | 52    | 226   | 207   | 41    | 70    | 17       | 0        | 10       | 117   | 28    | 11    | 2        | 0     | 2     | 15    | 2     | 2     | 33    | 5        | .338  | .385     | .565     | .950  |
| '21計     | LAD       | 148   | 646   | 595   | 107   | 195   | 34       | 3        | 28       | 319   | 77    | 32    | 5        | 0     | 4     | 41    | 2     | 6     | 110   | 18       | .328  | .375     | .536     | .911  |
| 2022      | LAD       | 160   | 708   | 652   | 101   | 194   | 39       | 4        | 21       | 304   | 100   | 27    | 3        | 0     | 6     | 45    | 1     | 3     | 131   | 9        | .298  | .343     | .466     | .809  |
| 2023      | PHI       | 155   | 691   | 639   | 102   | 170   | 35       | 5        | 26       | 293   | 76    | 30    | 0        | 0     | 1     | 45    | 2     | 6     | 150   | 12       | .266  | .320     | .459     | .778  |
| 2024      | PHI       | 121   | 539   | 505   | 88    | 149   | 25       | 0        | 21       | 237   | 62    | 19    | 4        | 0     | 1     | 27    | 0     | 6     | 98    | 10       | .295  | .338     | .469     | .807  |
| MLB：10年 | MLB：10年 | 1125  | 4967  | 4568  | 776   | 1352  | 251      | 41       | 171      | 2198  | 572   | 279   | 46       | 2     | 19    | 340   | 10    | 36    | 921   | 76       | .296  | .348     | .481     | .829  |

- 2024年度シーズン終了時
- 各年度の太字はリーグ最高

### WBCでの打撃成績
| 年 度 | 代 表          | 試 合 | 打 席 | 打 数 | 得 点 | 安 打 | 二 塁 打 | 三 塁 打 | 本 塁 打 | 塁 打 | 打 点 | 盗 塁 | 盗 塁 死 | 犠 飛 | 四 球 | 敬 遠 | 死 球 | 三 振 | 併 殺 打 | 打 率 | 出 塁 率 | 長 打 率 |
| ----- | -------------- | ----- | ----- | ----- | ----- | ----- | -------- | -------- | -------- | ----- | ----- | ----- | -------- | ----- | ----- | ----- | ----- | ----- | -------- | ----- | -------- | -------- |
| 2023  | アメリカ合衆国 | 7     | 25    | 23    | 6     | 9     | 0        | 0        | 5        | 24    | 11    | 0     | 0        | 1     | 2     | 0     | 0     | 5     | 0        | .391  | .440     | 1.043    |

- 太字は大会最高

### 年度別守備成績
| 年 度 | 球 団 | 二塁（2B） | 二塁（2B） | 二塁（2B） | 二塁（2B） | 二塁（2B） | 二塁（2B） | 遊撃（SS） | 遊撃（SS） | 遊撃（SS） | 遊撃（SS） | 遊撃（SS） | 遊撃（SS） | 中堅（CF） | 中堅（CF） | 中堅（CF） | 中堅（CF） | 中堅（CF） | 中堅（CF） |
| 年 度 | 球 団 | 試 合      | 刺 殺      | 補 殺      | 失 策      | 併 殺      | 守 備 率   | 試 合      | 刺 殺      | 補 殺      | 失 策      | 併 殺      | 守 備 率   | 試 合      | 刺 殺      | 補 殺      | 失 策      | 併 殺      | 守 備 率   |
| ----- | ----- | ---------- | ---------- | ---------- | ---------- | ---------- | ---------- | ---------- | ---------- | ---------- | ---------- | ---------- | ---------- | ---------- | ---------- | ---------- | ---------- | ---------- | ---------- |
| 2015  | WSH   | 12         | 19         | 22         | 1          | 5          | .976       | 6          | 3          | 4          | 1          | 2          | .875       | -          | -          | -          | -          | -          | -          |
| 2016  | WSH   | 30         | 52         | 71         | 1          | 19         | .992       | 2          | 3          | 5          | 0          | 2          | 1.000      | 45         | 99         | 1          | 2          | 0          | .980       |
| 2017  | WSH   | -          | -          | -          | -          | -          | -          | 95         | 134        | 234        | 8          | 57         | .979       | -          | -          | -          | -          | -          | -          |
| 2018  | WSH   | -          | -          | -          | -          | -          | -          | 159        | 204        | 399        | 12         | 70         | .980       | -          | -          | -          | -          | -          | -          |
| 2019  | WSH   | -          | -          | -          | -          | -          | -          | 122        | 130        | 298        | 13         | 57         | .971       | -          | -          | -          | -          | -          | -          |
| 2020  | WSH   | -          | -          | -          | -          | -          | -          | 59         | 77         | 120        | 9          | 33         | .956       | -          | -          | -          | -          | -          | -          |
| 2021  | WSH   | -          | -          | -          | -          | -          | -          | 95         | 105        | 223        | 11         | 40         | .968       | -          | -          | -          | -          | -          | -          |
| 2021  | LAD   | 49         | 70         | 110        | 5          | 20         | .973       | 3          | 2          | 2          | 0          | 0          | 1.000      | -          | -          | -          | -          | -          | -          |
| '21計 | LAD   | 49         | 70         | 110        | 5          | 20         | .973       | 98         | 107        | 225        | 11         | 40         | .968       | -          | -          | -          | -          | -          | -          |
| 2022  | LAD   | -          | -          | -          | -          | -          | -          | 160        | 174        | 334        | 16         | 54         | .969       | -          | -          | -          | -          | -          | -          |
| 2023  | PHI   | -          | -          | -          | -          | -          | -          | 153        | 176        | 369        | 23         | 60         | .960       | -          | -          | -          | -          | -          | -          |
| 2024  | PHI   | -          | -          | -          | -          | -          | -          | 118        | 136        | 291        | 17         | 51         | .962       | -          | -          | -          | -          | -          | -          |
| MLB   | MLB   | 91         | 141        | 203        | 7          | 44         | .980       | 972        | 1144       | 2279       | 110        | 426        | .969       | 45         | 99         | 1          | 2          | 0          | .980       |

- 2024年度シーズン終了時
- 各年度の太字はリーグ最高

### タイトル
- 首位打者：1回（2021年）
- 盗塁王：2回（2018年、2021年）

### 表彰
MLB
- シルバースラッガー賞（遊撃手部門）：1回（2022年）
- プレイヤー・オブ・ザ・ウィーク：2回（2021年10月3日、2023年9月3日）
- ルーキー・オブ・ザ・マンス：2回 （2016年8月・9月）
- Topps ルーキーオールスターチーム（英語版） （外野手部門：2016年）
- オールMLBチーム[53]
  - ファーストチーム（遊撃手）：1回（2022年）
  - セカンドチーム（遊撃手）：1回（2021年）

国際大会
- オールWBCチーム：1回（遊撃手部門：2023年）

### 記録
MiLB
- オールスター・フューチャーズゲーム選出：1回（2015年）

MLB
- MLBオールスターゲーム選出：2回（2021、2022年、2024年）
- サイクル安打：3回（2017年4月25日、2019年7月23日、2021年6月30日）

### 背番号
- 7（2015年 - 2021年途中、2023年 - ）
- 6（2021年途中 - 2022年）

### 代表歴
- 2013年日米大学野球選手権大会アメリカ合衆国代表
- 2023 ワールド・ベースボール・クラシック・アメリカ合衆国代表